# Mikołaj (Amasijski)
Mikołaj, imię świeckie: Nikołaj Wasiljewicz Amasijski (ur. 1860, zm. 1945 w Jassach) – rosyjski biskup prawosławny.

## Życiorys
Ukończył seminarium nauczycielskie. Następnie został wyświęcony na kapłana i służył jako duchowny żonaty we wsi Dawydkowo k. Nikołajewska. W 1922, już po śmierci małżonki, został zgłoszony przez duchowieństwo i świeckich eparchii uralskiej jako kandydat do przyjęcia chirotonii biskupiej i objęcia tejże katedry. W celu przyjęcia chirotonii ks. Amasijski udał się do Moskwy, gdzie w nieokreślonych okolicznościach wszedł w kontakt z Antoninem (Granowskim), liderem jednego z nurtów Żywej Cerkwi. Przyjął chirotonię na biskupa pugaczowskiego w ramach tego właśnie ruchu, nie zaś kanonicznego Rosyjskiego Kościoła Prawosławnego. Po powrocie do Pugaczowa nie poinformował o tym fakcie wiernych, lecz zaczął sprawować obowiązki biskupa, de facto nadzorując parafie nie należące formalnie do Żywej Cerkwi. W 1923 brał udział w soborze ruchu odnowicielskiego. W tym samym roku został locum tenens odnowicielskiej eparchii uralskiej, lecz w końcu roku zrezygnował z tej funkcji i złożył przed patriarchą Tichonem akt pokutny. Przyjęty ponownie do Rosyjskiego Kościoła Prawosławnego, otrzymał nominację na biskupa nikołajewskiego, nigdy jednak nie podjął na nowo służby w tym mieście (Nikołajewsk – przedrewolucyjna nazwa Pugaczowa). W 1924 jest już wzmiankowany jako biskup kustanajski, zaś w 1925 działał w Troicku. Był skłonny pogodzić się z przedstawicielami Żywej Cerkwi i opowiadał się za zwołaniem soboru, który ostatecznie połączyłby dwie organizacje cerkiewne działające w ZSRR.
W grudniu 1927 ponownie wyznaczony na biskupa pugaczowskiego, nie podjął swoich obowiązków. Od 1931 do 1933 był biskupem jejskim, wikariuszem eparchii stawropolskiej. W 1933 mianowany biskupem rostowskim. W 1935 przestał zarządzać eparchią (prawdopodobnie wskutek aresztowania), w roku następnym formalnie przeniesiony w stan spoczynku. W 1938 skazany na śmierć przez trójkę NKWD, według własnych wspomnień przeżył własną egzekucję przez rozstrzelanie - raniony, padł na ziemię i został uznany za zmarłego. O tym, że duchowny żyje, przekonali się kapłani eparchii rostowskiej, którym wydano domniemane zwłoki.
Po zdobyciu Rostowa nad Donem przez Niemców po agresji III Rzeszy na ZSRR stanął na czele zorganizowanego pod patronatem hitlerowskiej administracji zarządu eparchialnego. Z Rostowa wyjechał razem z wycofującym się wojskami niemieckim.
Zmarł 31 stycznia 1945 roku. Pochowany na działce archijerejskim cmentarza świętego Łazarza, w pobliżu kaplicy.